# Rettori dell'Università degli Studi di Palermo
Elenco dei rettori dell'Università degli Studi di Palermo:

## Regno di Sicilia
- Gabriele Castelli (1781-1800)
- Gregorio Speciale (1801-1805)
- Raimondo Palermo (1806-1816)

## Regno delle Due Sicilie
- Raimondo Palermo (1816-1840)
- Alessandro Casano (1841-1843)
- Giuseppe D'Agostino (1844-1855)
- Giovanni Laviosa (1856-1858)
- Giovanni Cumbo (1858-1860)

## Regno d'Italia
- Filippo Casoria (1860-1861)
- Salvatore Cacopardo (1861-1862)
- Nicolò Musumeci (1863-1865)
- Stanislao Cannizzaro (1866-1868)
- Giuseppe Albeggiani (1869-1874)
- Gaetano Giorgio Gemmellaro (1874-1876)
- Antonino Garajo (1877-1880)
- Gaetano Giorgio Gemmellaro (1881-1883)
- Simone Corleo (1883-1885)
- Emanuele Paternò (1886-1890)
- Damiano Macaluso (1891-1893)
- Giuseppe Gugino (1893-1895)
- Giuseppe Ricca Salerno (1895-1896)
- Arturo Marcacci (1896-1898)
- Giuseppe Gugino (1898-1899)
- Adolfo Venturi (1900-1903)
- Antonino Salinas (1903-1904)
- Luigi Manfredi (1904-1908)
- Salvatore Riccobono (1908-1911)
- Raffaele Federico (1911-1914)
- Gaetano Mario Columba (1914-1918)
- Francesco Spallitta (1918-1921)
- Salvatore Di Marzo (1921-1923)
- Francesco Ercole (1924-1932)
- Michele La Rosa (1932-1933)
- Salvatore Di Marzo (1933-1935)
- Gioacchino Scaduto (1935-1938)
- Giuseppe Maggiore (1938-1939)
- Nicola Leotta (1939-1943)
- Giovanni Baviera (1943-1948)

## Repubblica Italiana
- Giovanni Baviera (1948-1950)
- Lauro Chiazzese (1950-1957)
- Giovanni Salemi (Decano) (1957-1958)
- Tommaso Ajello (1958-1963)
- Michele Gerbasi (1963-1969)
- Giuseppe D'Alessandro (1969-1972)
- Bruno Lavagnini (Decano) (05.10.72-31.10.72)
- Giuseppe La Grutta (1972-1984)
- Ignazio Melisenda Giambertoni (1984-1993)
- Antonino Gullotti (1993-1999)
- Matteo Marrone (Decano) (10.06.99-31.10.99)
- Giuseppe Silvestri (1999-2008)
- Roberto Lagalla (1º novembre 2008 - 31 ottobre 2015)
- Fabrizio Micari (1º novembre 2015 - 31 ottobre 2021)
- Massimo Midiri (dal 1º novembre 2021)